# Spawn of Possession
Spawn of Possession fue una banda de brutal death metal técnico y progresivo formada en Kalmar, Suecia en 1997.

## Historia
Después de tres años, la banda grabó su primer demo, titulado The Forbidden, justo después el bajista Nick
Dewerud tuvo una lesión tras su recuperación, la banda entró al estudio para grabar su segundo demo, Church of Deviance y en diciembre de 2001 Spawn of Possession firmó un contrato con Unique Leader Records.
La banda trabajó en nuevo material para los próximos seis meses y en junio de 2002 comenzó a grabar su álbum debut, Cabinet. La banda terminó en los estudios de Pama, junto con el productor aclamado e ingeniero Magnus Sedenberg con quien había trabajado en grabaciones anteriores, y puesto en libertad Cabinet.
Para promocionar el álbum, por primera vez una gira por Europa durante cuatro semanas, junto con Disavowed, Vile, Inhume, y Mangled. Poco después siguió un período de seis semanas de gira por Norteamérica junto a distintos compañeros de Líder de etiquetas cortadas Salvador, Pyaemia, y Gorgasm. Viajando de costa a costa incluyendo a cinco conciertos, viajar a Canadá, que tocaron nada menos que 27 espectáculos en esta gira.
Después de volver de los EE. UU. llegó otra gira por Europa, como parte del paquete de No Mercy anual, con bandas como Cannibal Corpse, Hypocrisy, Kataklysm, Exhumed, Vomitory, y Carpathian Forest. Después de este festival de primavera-verano gira de la banda actuó en ocho festivales, incluyendo Fuck the Commerce (Alemania), Stonehenge (Países Bajos), Grind You Mother  (Italia), y Mountains of Death(Suiza).
Durante este período y el comienzo del otoño de 2004, Spawn of Possession también comenzó a trabajar en nuevo material. A mediados de septiembre la banda se unió a Cannibal Corpse como apoyo directo en una gira de presentación 24 a través de Escandinavia y los países bálticos / Europa del Este. El sucesor del álbum debut se titula Noctambulant y fue lanzado en julio de 2006 por Neurotic Records.
El 11 de mayo de 2009, la banda publicó un adelanto de preproducción pequeña de su álbum aún sin título nuevo, comentando que quería "romper finalmente el silencio". Hay cinco canciones terminadas y otras siete aún están en las obras. La banda también ha explicado que "los cambios adicionales del cartel será anunciado pronto".
El 24 de junio de 2009, Jonas Bryssling guitarrista de la banda confirmó los anuncios que Christian Muenzner  (ex-Psycroptic, Mephistopheles) se han unido a la banda. Bryssling "Dos músicos muy talentosos y competentes se ha unido recientemente Spawn of Possession. "Chris(Ex-Psycroptic) va a manejar la voz y la escritura lírica". Christian Muenzner (Obscura, el ex-Necrophagist) va a hacer la parte de guitarra líder y desatar la locura en el universo multicolor y distorsionada de Spawn Of Possession. La alineación se ha completado. "
Sin embargo, en septiembre de 2010, Dennis se unió a Rondum atrás y se encargará de las voces en lugar de calcáreo que acaba de incorporarse durante un breve período. En diciembre de 2010, Richard Shill ha sido relevado de derechos de tambores. La razón aducida fue que Richard depende mucho de la práctica real de la banda y con miembros de la SOP están dispersos por toda Suecia, Noruega y Alemania, la práctica de banda se convierte en una imposibilidad. Schönström Henrik anunciado como nuevo baterista.
El 14 de marzo, se anunció que se firmó con Relapse Records y están empezando a trabajar en un nuevo álbum que se lanzará en 2012.

## Influencias musicales
Spawn of Possession Han sido influenciados por diferentes artistas de diversos subgéneros, sobre todo de death metal y música clásica. Ellos han sido influenciados por artistas como Death, Monstrosity, Nocturnus, Morbid Angel, Suffocation, Cannibal Corpse, Gorguts, Dismember, Edge of Sanity, y Carcass, así como los compositores de música de arte, tales como Johann Sebastian Bach, Sylvius Leopold Weiss y Dmitri Shostakovich.

## Miembros
- Jonas Bryssling - Guitarra rítmica
- Erlend Caspersen - Bajo
- Henrik Schönström - Batería
- Dennis Röndum - Voz
- Christian Muenzner - Guitarra líder

## Miembros pasados
- Jonas Karlsson - Guitarra líder (1997-2006)
- Ben Lawless - Guitarra líder (2009-2010)
- Niklas Dewerud - Bajo (2000-2006)
- Tiza Mateo - Voz (2009-2010)
- Jonas Renvaktar - Voz (2003-2009)
- Mikael Petersson - voz (2000-2001)
- Richard Schill - Batería (2008-2010)

## Discografía
- Cabinet (2003)
- Noctambulant (2006)
- Incurso (2012)